# Cmentarz Szpitala Mariackiego w Olsztynie
Cmentarz Szpitala Mariackiego – cmentarz w Olsztynie położony przy ul. Mariańskiej, w pobliżu dzisiejszego Miejskiego Szpitala Zespolonego (dawniej Szpital Mariacki). Stanowił miejsce pochówków zmarłych pacjentów i personelu szpitala. Z cmentarza zachowała się jedynie aleja i drzewostan.

## Historia
W 1872 zarząd Szpitala Mariackiego w Olsztynie zwrócił się do rejencji królewieckiej z prośbą o udzielenie pozwolenia na zakup ziemi pod własny cmentarz. Po dość długich uzgodnieniach w 1878 założono cmentarz. W 1890 nekropolia została ogrodzona.
Po zajęciu Olsztyna przez Armię Czerwoną pochowano na nim prześladowanego przez hitlerowców, a w 1945 maltretowanego przez żołnierzy sowieckich kanonika Josepha Steinki.
Ostatni pochówek odbył się w 1951. Cmentarz zamknięto w 1961, a ostatecznie splantowano w 1974.
W 2020 roku Zgromadzenie Sióstr Świętej Katarzyny wraz z pracownikami IPN przeprowadziło na terenie splantowanego cmentarza prace ekshumacyjne zamordowanych w 1945 roku sióstr zakonnych, objętych procesem beatyfikacyjnym. Odnaleziono szczątki s. Krzysztofy Klomfass, s. Liberii Domnick oraz s. Generosy Bolz. Po badaniach w Katedrze kryminalistyki i antropologii w Gdańsku ofiary żołnierzy Armii Sowieckiej spoczęły na Cmentarzu zakonnym w Braniewie. Do Braniewa sprowadzono też szczątki czterech innych członkiń tegoż Zgromadzenia, zmarłych w latach 1916-1923.